# Olivia Ausoni
Olivia Ausoni (ur. 20 kwietnia 1923 w Villars-sur-Ollon zm. 15 maja 2010 w Chesières) – szwajcarska narciarka alpejska, uczestniczka zimowych igrzysk olimpijskich 1948 i 1952.

## Osiągnięcia

### Igrzyska olimpijskie
| Miejsce | Dzień      | Rok  | Miejscowość  | Konkurencja | Czas biegu  | Strata      | Zwyciężczyni         |
| ------- | ---------- | ---- | ------------ | ----------- | ----------- | ----------- | -------------------- |
| 24.     | 2 lutego   | 1948 | Sankt Moritz | Zjazd       | 2:45.1 min. | +16.9 s.    | Hedy Schlunegger     |
| 26.     | 2-4 lutego | 1948 | Sankt Moritz | Kombinacja  | 38.02 pkt.  | +31.44 pkt. | Trude Beiser         |
| 17.     | 5 lutego   | 1948 | Sankt Moritz | Slalom      | 2:18.6 min. | +21.4 s.    | Gretchen Fraser      |
| 10.     | 20 lutego  | 1952 | Oslo         | Slalom      | 2:17.0 min. | +6.4 s.     | Andrea Mead-Lawrence |